# Шин (газета)
Шин (Sьn; Правда) — республіканська суспільно-політична газета тувинською мовою, що видається в Туві. Газета висвітлює суспільно-політичні події, що відбуваються в республіці, а також публікує матеріали по історії й культурі тувинців. Засновниками газети є уряд Туви.
Газета виходить 3 рази в тиждень. Тираж — 8 тисяч екземплярів (в 1970-і роки — 1,7 тисяч).
Газета виходить із 31 серпня 1925 року. Спочатку видавалася на монгольській мові й називалася «Эрге чолээ бухий Тува/Эрге шөлээлиг Тыва» (Звільнена Тува). У вересні 1925 року перейменована в «Тыва араттың шыны» (Правда тувинського арата). З 1930 друкується тувинською мовою. Сучасна назва — із січня 1931 року. В 1975 році нагороджена орденом «Знак Пошани».